# 네덜란드의 총리
네덜란드의 총리(네덜란드어: Minister-president van Nederland)는 네덜란드 행정부수반이다. 네덜란드의 법률상 정부수반은 네덜란드 군주다. 하지만 총리가 사실상의 정부수반으로서 장관회의를 주재하고 내각과 함께 정책을 조정한다. 또한 유럽 의회에서 네덜란드를 대표한다. 
현재 총리는 2024년 7월 2일에 취임한 딕 스호프이다.